# Бальгери, Сюзанна
Сюзанна Бальгери (фр. Suzanne Balguerie; 1888, Гавр — 1973, Сен-Мартен-д’Эр) — французская сопрано в межвоенный период.

## Биография
Родилась в Гавре в 1888 году. Обучалась в Парижской Высшей национальной консерватории музыки и танца. Дебютировала в 1921 году в Опера-Комик. Она часто выступала с ведущими французскими оркестрами, также в Швейцарии, часто с Эрнестом Ансерме. В 1953 году она была назначена профессором в консерватории Гренобля. Она умерла в Сен-Мартен-д’Эр в возрасте 84 лет.